# АЭС Альмарас
АЭС Альмарас (исп. Central nuclear de Almaraz) — действующая атомная электростанция на западе Испании в Эстремадуре.
АЭС расположена в муниципалитете Альмарас провинции Касерес в 58 км на юго-восток от города Пласенсия.
АЭС имеет в своем составе два реактора с водой под давлением (PWR) компании Westinghouse.
7 июня 2010 года лицензия на эксплуатацию энергоблоков № 1 и № 2 АЭС «Альмарас» была продлена на десять лет до 8 июня 2020 года. К 2020 году, когда истечет срок действия лицензии, блоки проработают 39 и 37 лет, соответственно. Разрешённый в Испании срок эксплуатации энергоблоков АЭС составляет 40 лет.
Выданное Советом по ядерной безопасности Испании (CSN) заключение содержит ряд условия и дополнительных мероприятий, которые должны быть выполнены в случае продления лицензии, в том числе мероприятий по модернизации различных систем АЭС. По данным CNAT, объём инвестиций на модернизацию и обеспечение безопасности АЭС «Альмарас», который был запланирован на период 2009—2010 гг., составил 60 млн евро.

## Инциденты
В мае 2003 года на АЭС Альмарас произошла авария — перегревался один из реакторов станции, из-за чего он был остановлен на два с лишним месяца. Сами испанские специалисты решить проблему с оборудованием не смогли, в результате ремонт выполняли во Франции.

## Информация об энергоблоках
| Энергоблок | Тип реакторов   | Мощность | Мощность | Начало строительства | Физпуск    | Подключение к сети | Ввод в эксплуатацию | Закрытие |
| Энергоблок | Тип реакторов   | Чистый   | Брутто   | Начало строительства | Физпуск    | Подключение к сети | Ввод в эксплуатацию | Закрытие |
| ---------- | --------------- | -------- | -------- | -------------------- | ---------- | ------------------ | ------------------- | -------- |
| Альмарас-1 | PWR, W (3-loop) | 1011 МВт | 1049 МВт | 03.07.1973           | 05.04.1981 | 01.05.1981         | 01.09.1983          | —        |
| Альмарас-2 | PWR, W (3-loop) | 1006 МВт | 1044 МВт | 03.07.1973           | 19.09.1983 | 08.10.1983         | 01.07.1984          | —        |